# Hallenhuisboerderij aan de Schaapskuilweg 2

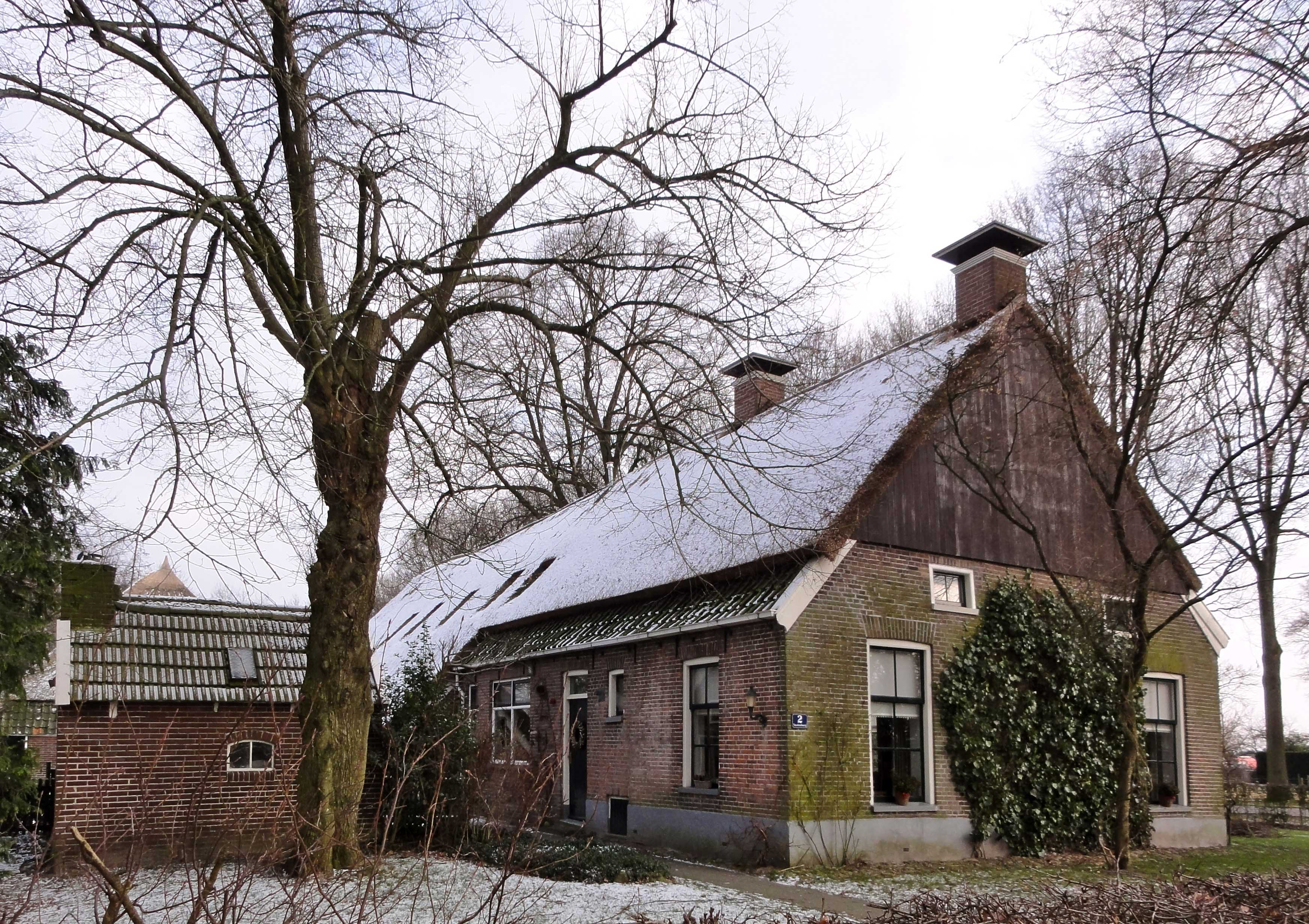
De boerderij met de noordelijke zijgevel met stookhok en erachter de schaapskooi

De hallenhuisboerderij aan de Schaapskuilweg 2 is een monumentaal pand in de Drentse plaats Valthe.

## Beschrijving
De forse rietgedekte hallenhuisboerderij op de hoek van de Schaapskuilweg en de Hoofdstraat in Valthe werd omstreeks 1780 gebouwd in een traditioneel ambachtelijke bouwstijl. Rond het dorp Valthe lagen ten tijde van de bouw van de boerderij in 1780 vier essen: de Westeresch, de Oosteresch, de Linderesch en de Holtesch. In de loop van de 19e eeuw werden hier de twee nieuwe essen aan toegevoegd. Het relatief kleine dorp telde ten tijde van de bouw van de boerderij 26 woningen (1784), die gelegen waren rond een tweetal brinken.
De voorgevel aan de westzijde heeft twee grote zesruitsramen beneden en twee kleine ramen aan de bovenzijde. De geveltop is bekleed met larikshout. Boven op het zadeldak van het woongedeelte van de boerderij bevinden zich twee gemetselde nokschoorstenen. Beide zijgevels van het woongedeelte zijn voorzien van een deur. De hoofdentree bevindt zich in de zuidelijke zijgevel. Deze deur, met ter weerszijden twee zesruistvensters, is in het bovenlicht voorzien van een levensboom. Bij de boerderij hoort een tegen de noordoostzijde aan gebouwde schaapskooi en een daarvoor gelegen stookhok.
Het totale complex is erkend als een provinciaal monument vanwege de cultuurhistorische, de architectuurhistorische en de stedenbouwkundige waarde. De boerderij toont de ontwikkeling van het Drentse boerenbedrijf in een brinkdorp tussen de essen op de zandgrond van de Hondsrug. De boerderij ligt op een markant punt op de hoek van de Hoofdstraat en de weg naar het meertje waar vroeger de schapen werden gewassen voor ze werden geschoren.